# Bulbophyllum taeniophyllum
Bulbophyllum taeniophyllum là một loài phong lan thuộc chi Bulbophyllum.